# Nicolas Briot
Pour les articles homonymes, voir Briot.
Nicolas Briot est un médailleur français né en 1579 à Damblain (Lorraine) et mort en Angleterre, inhumé à Londres le 25 décembre 1646, qui fut graveur général des monnaies du royaume de France.

## Biographie
Nicolas est le fils de Didier Briot, également médailleur. Il est le plus connu, en particulier chez les numismates, sinon le plus talentueux de la dynastie des Briot. Il excelle dans les domaines les plus variés. Il mène une vie tourmentée et difficile, ayant à combattre les corporatismes et les rigidités des métiers de la Monnaie et l'adversité. Veuf de Pauline Nisse en 1608, il reste seul avec son fils Philippe Briot. Il se remarie avec Esther Pétau, dont il a un fils, Jacques Briot et une fille, Esther Briot.

### Débuts comme médailleur (1599-1606)
Briot est à Langres en 1599. Il grave le portrait de Jean Roussat, lieutenant du roi. En 1601, il grave le portrait de Jean Bauhin, botaniste et médecin à Montbéliard.
Grâce aux relations nouées à Langres, bien que réformé — mais l'édit de Nantes le permettait — il s'installe à Paris en 1605 comme graveur en taille douce. Il grava quelques planches, marquées de son monogramme « NB », pour les ouvrages Solitudo dive vitae Patrum eremicolarum et Solitudo sive vitae foeminarum anachoritarum édités par Thomas de Leu en 1606 . Il fréquente la société intellectuelle et grave quelques portraits. Il est pourtant plus connu comme médailleur-monnayeur ou comme mécanicien. Il travaille chez le graveur de la monnaie (celui qui a la maîtrise de la fabrication des matrices servant à imprimer les monnaies du royaume).

### Graveur du royaume de France (1606-1625)

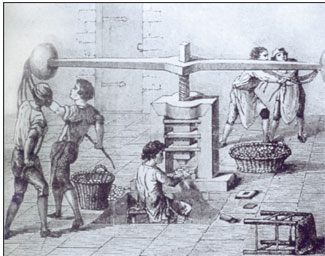
Presse au balancier de Nicolas Briot, vers 1626.

Sans successeur, Philippe Danfrie lui cède sa charge en 1605. Il grave alors des essais de monnaies à l'effigie du roi Henri IV ; puis des médailles du jeune roi Louis XIII à son avènement et à son couronnement. Il grave aussi les matrices des monnaies et entre en conflit avec les contrôleurs des monnaies. En 1611, il est nommé imprimeur en taille douce et graveur des marques et effigies des monnaies de France.
Parallèlement, avec son père qui a obtenu en fermage la frappe des monnaies du duc de Nevers, Charles de Gonzague, à Charleville, il grave les effigies de ce prince de 1608 à 1611, puis celles du duc de Bouillon à Sedan de 1612 à 1614. Il utilise alors des machines d'usage fréquent dans divers états de l'empire.
Il est aussi graveur général du duc de Lorraine, qu'il équipe de presses à rouleaux venues de Nuremberg, tandis que son oncle François Briot les essaie à Montbéliard.
Il essaie de généraliser la frappe au balancier en France, initialement introduite par Aubin Olivier, technique par laquelle seules certaines monnaies et médailles étaient alors frappées à Paris. Mais il va se heurter au conservatisme de la cour des monnaies, rétive à toute innovation qui remettrait en cause sa routine de fonctionnement et au corporatisme des ouvriers de la frappe au marteau. Il lui est en même temps interdit de travailler pour des princes étrangers. Ces conflits durent plus de dix ans, avec des péripéties plus ou moins favorables. Il obtient même la fabrication des monnaies en fermage. Par lettres patentes du 2 mai 1623, il obtient un délai jusqu'en avril 1625 pour faire la preuve de la supériorité de son système. Mais les difficultés ne cessent pas et finalement, victime d'une cabale, il quitte la France pour l'Angleterre en 1625, rejoint par deux de ses élèves.
Pierre Regnier, garde de la Monnaie du Moulin, fait ensuite fonction de graveur général intérimaire, de 1625 à 1630, office racheté ensuite par Jean Darmand.

### Graveur en chef de la monnaie de Londres (1628-1634)
Après quelques travaux pour la Couronne anglaise, il est assez vite introduit à la Monnaie de Londres. Mieux apprécié qu'en France, il obtient en 1628 la charge de chef graveur de la monnaie. En 1630, le roi d'Angleterre Charles Ier Stuart lui donne le quasi-monopole de la fabrication des médailles. Il peut s'installer avec ses machines à la Tour de Londres. En 1634 il est nommé graveur des coins de sa Majesté. En 1635, il est nommé directeur de la fabrication de la monnaie de l'Écosse, charge partagée avec son gendre John Falconer, le mari d'Esther, et réside un temps à Édimbourg. Puis vient la guerre civile, avec le renversement du roi. Il erre, va à York et à Oxford, essaie de sauver ses machines.

### Une fin de vie tourmentée (1641-1646)
Il fait de brefs séjours en France entre 1641 et 1645 et envoie des machines à son frère Isaac Briot à Paris. Ce dernier a été enfin, plus de quinze ans après les refus opposés à son frère, investi par la cour de France pour battre monnaie, sous la direction de Jean Warin.
Il meurt la veille de Noël 1646. La Couronne d'Angleterre doit beaucoup d'argent à sa veuve qui est placée sur la liste des secours pour la somme de 3 000 £ à la restauration de la monarchie des Stuart.